# Lazo de seguimiento de fase
El lazo de seguimiento de fase, bucle de enganche de fase, o PLL (del inglés phase-locked loop) es un sistema de control que genera una señal eléctrica cuya fase está relacionada con la fase de una señal de entrada. Básicamente, es un circuito electrónico que consta de un oscilador de frecuencia variable y un detector de fase en un circuito de retroalimentación. El oscilador genera una señal periódica y el detector de fase compara la fase de esa señal con la fase de la señal periódica de entrada, ajustando el oscilador para mantener las fases iguales, lo que implica mantener idénticas frecuencias de entrada y salida. Por ello, un lazo de seguimiento de fase puede rastrear una señal  de entrada de cierta frecuencia, o puede generar una señal con una frecuencia que sea un múltiplo de la frecuencia de entrada. Estas propiedades se utilizan para la sincronización, demodulación y síntesis de frecuencia del reloj de la computadora.
Los lazos de seguimiento de fase se emplean ampliamente en telecomunicaciones, computación y otras aplicaciones electrónicas. Se pueden utilizar para demodular una señal, recuperar una señal de un canal de comunicación ruidoso, generar una frecuencia estable en múltiplos de una frecuencia de entrada o distribuir pulsos de reloj sincronizados con precisión en circuitos lógicos digitales como microprocesadores. Dado que un solo circuito integrado puede proporcionar un bloque de construcción de bucle de bloqueo de fase completo, la técnica se usa ampliamente en dispositivos electrónicos modernos, con frecuencias de salida desde una fracción de hercio hasta muchos gigahercios.

## Historia
La sincronización espontánea de relojes de péndulo débilmente acoplados fue observada por el físico neerlandés Christiaan Huygens ya en 1673. Hacia fines del siglo XIX, el físico británico Lord Rayleigh observó la sincronización de los tubos de órgano y diapasones débilmente acoplados. En 1919, los también británicos William Henry Eccles y J. H. Vincent encontraron que dos osciladores electrónicos que habían sido sintonizados para oscilar a frecuencias ligeramente diferentes pero que estaban acoplados a un circuito resonante, pronto oscilaban a la misma frecuencia.
En 1923, fue descrita la sincronización automática de dos osciladores a base de triodos por el físico británico Edward Victor Appleton; sin embargo, la primera referencia al PLL o lazo enganchado en fase como tal, data del año 1932 y fue hecha por otros investigadores británicos mientras desarrollaban el receptor de conversión directa u homodino. Su uso se vio restringido por décadas, debido a su complejidad y alto costo, a los ámbitos militares y de investigación científica, hasta que en la década de 1960 pudo integrarse en un solo circuito todo un sistema PLL completo, por lo que su empleo comenzó a ser cada vez más común. La NASA, por ejemplo, los aplicó para compensar las variaciones de frecuencia que sufrían las transmisiones desde sus satélites, debido a inestabilidades de los componentes y al efecto Doppler. Desde 1943, los PLLs son empleados en los receptores de televisión para sincronizar el barrido de las líneas horizontales con los pulsos de sincronismo de la estación emisora; en los receptores actuales se emplean hasta dos lazos de seguimiento de fase, uno para la sincronía de la generación de la señal del barrido de líneas (VSync) y otro que engancha en fase y frecuencia a la etapa de salida horizontal (HSync).

## Análisis
Los circuitos con PLL son analizados de dos formas distintas:
- Análisis lineal, donde se consideran todos los componentes lineales y el PLL está inicialmente enganchado.
- Análisis no lineal, otro tipo de análisis en el cual se tomen en cuenta todos los dispositivos de la forma en que son, ya sean lineales o no.

## Márgenes de funcionamiento
Definen las condiciones en las que el PLL estará enganchado, cuanto le costará conseguirlo y en cuales se desenganchará.

### Hold ino rango de bloqueo
Parte del PLL enganchado. Es el margen de frecuencias para las que el PLL puede seguir a la entrada para variaciones muy lentas de ésta.

### Pull out
Es el margen de frecuencias para las que ante un salto brusco de la frecuencia de entrada el PLL no se desengancha.

### Lock in
Parte del PLL desenganchado. Es el margen de frecuencias en el que el PLL puede engancharse en menos de un periodo de la frecuencia de la señal de salida.

### Pull ino rango de captura
Es el margen de frecuencia para las que el PLL puede, con un tiempo mayor al periodo de la salida, llegar a engancharse.
En la imagen anterior se muestran estos márgenes de frecuencia. Todos se representan alrededor de la frecuencia de oscilación libre del VCO, que es la frecuencia central.

## Aplicaciones
- Demodulación de señales en FM y FSK, también se aplican en demodulaciones QPSK (una de las configuraciones es el bucle de Costas).
- Filtros de seguimiento.
- Modulación y demodulación de señales en FM.
- Osciladores muy estables,
- Procesamiento digital de señales de vídeo.
- Sintetizadores de frecuencia
- Calentadores por inducción